# KFXF
KFXF Fox 7 es la estación de afiliada a Fox en Fairbanks, Alaska, saliendo al aire el 20 de abril de 1992 como la primera estación comercial del área (y la quinta en general después de KJNP-TV en 1981) desde que KTVF y KATN partieran en 1955; hasta entonces, eran las únicas dos estaciones afiliadas a grandes cadenas. La sigla era K07UU antes de convertirse en KFXF al lograr el estado de estación de alta potencia en 1995.
Además de Fox, la estación también emitió programas de UPN desde 2000 a 2006, cuando esa cadena se fusionó con The WB para formar The CW, la cual se emite en un subcanal digital de KATN, afiliada a ABC. KFXF inicialmente planeaba ser afiliada secundaria de MyNetworkTV (cadena hermana de Fox), pero rechazó dicha afiliación.
Por unos pocos meses de 1996 hasta el lanzamiento de su estación hermana K13XD, KFXF emitió un puñado de programas de CBS, tales como 60 Minutes, The Young and the Restless y Late Show with David Letterman luego de que KTVF declinara su larga afiliación con NBC el 1 de abril de ese año. En sus primeros años, KFXF emitía programación del canal canadiense de música Much Music durante la madrugada y durante 1993-1994 emitió los bloques NBA on NBC.
En los últimos meses, gracias a los programas de Fox, American Idol y House, KFXF ha superado a KTVF y KATN en las mediciones de audiencia de la empresa Nielsen.
KFXF y K13XD están en manos de Tanana Valley Television. Su planta transmisora está ubicada en Fairbanks.
KFXF emite su señal digital desde enero de 2009; y la estación ha aumentado su potencia.